# Astor House Hotel (Shanghai)
El Astor House Hotel, conocido como el Pujiang Hotel (浦江饭店) en chino de 1959 a 2018, fue descrito como "uno de los hoteles más famosos del mundo". Establecido en 1846 como el Richards' Hotel and Restaurant (礼查饭店) en The Bund en Shanghái, estuvo ubicado en el número 15 de Huangpu Lu, Shanghái, cerca de la confluencia del río Huangpu y el Arroyo Suzhou en el distrito de Hongkou, cerca del extremo norte del Puente Waibaidu (Jardín), desde 1858. El hotel cerró el 1 de enero de 2018, después de ser comprado por un negocio local no revelado. Fue convertido en el Museo de Valores de China, que abrió en diciembre de 2018.

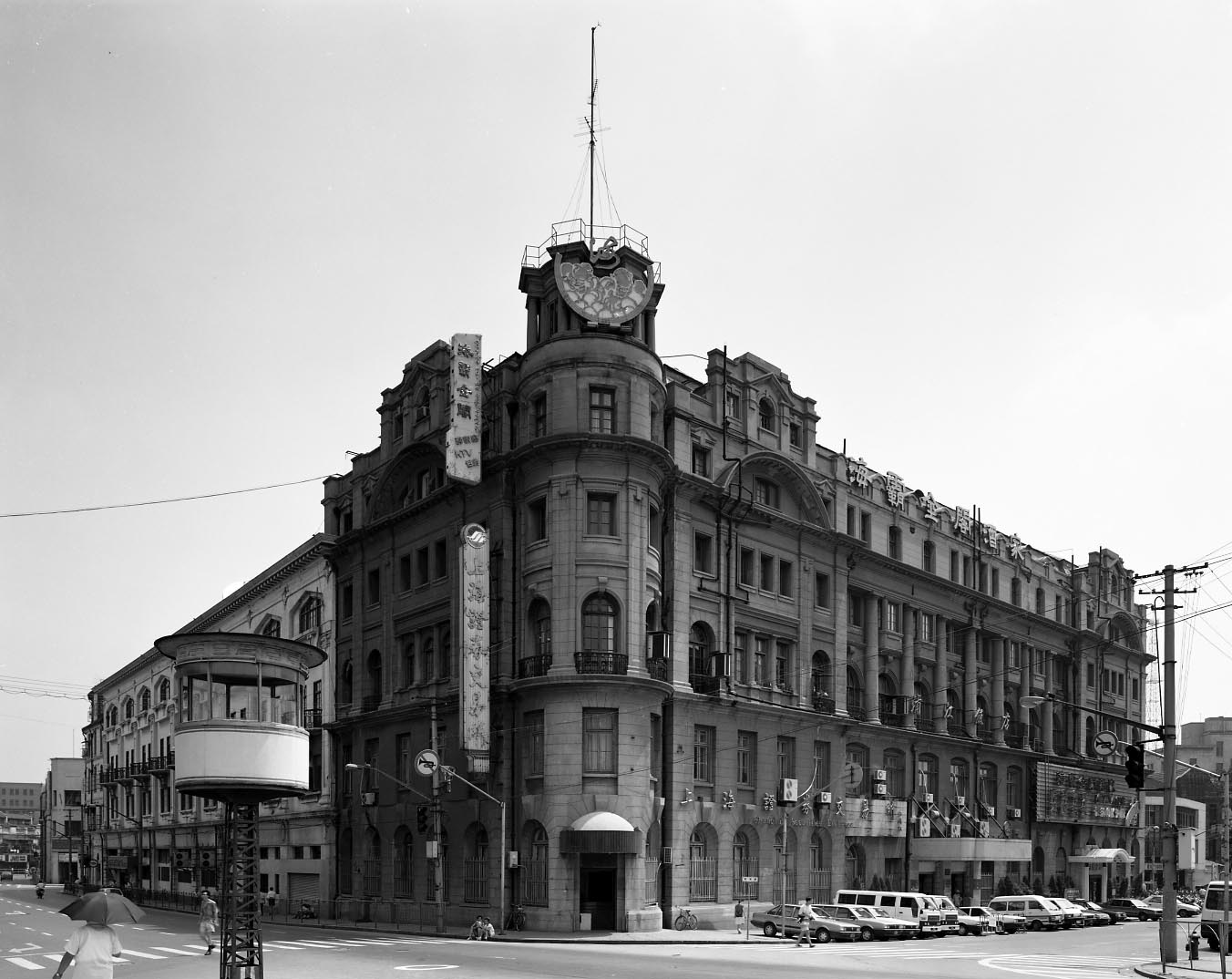
Astor House

## Ubicación
El Astor House Hotel ha estado en el North Bund de Shanghái, en el extremo norte del Puente Waibaidu (en chino, 外白渡桥; pinyin, Wàibáidù Qiáo) (el Puente del Jardín en inglés), desde 1858. El hotel está en un sitio de 4,58 metros cuadrados (5,5 yd²) y tiene un área total de construcción de 16,563 metros cuadrados (19,8 yd²) con 134 habitaciones y suites. Fue un punto de referencia en el distrito de Hongkou y el centro de la vida social extranjera antes de la apertura del Hotel Cathay. Ocupa una manzana completa y está al otro lado de la carretera del Consulado Ruso. Anteriormente, los consulados de Alemania, Estados Unidos y Japón también estaban ubicados en la misma fila que el hotel.

## Antecedentes
El 29 de agosto de 1842, el Tratado de Nankín declaró a Shanghái como uno de los cinco puertos de tratado abiertos en China, siendo los otros Guangzhou, Amoy, Fuzhou y Ningbo. El 17 de noviembre de 1843, Shanghái fue declarado abierto a los comerciantes extranjeros, y poco después se estableció la concesión británica en Shanghái y se definieron gradualmente los límites. Después, la población extranjera residente en la concesión británica aumentó: "En 1844 [al final del año] era de 50, en el año siguiente 90, y después de cinco años había crecido a 175. Además, había una 'población flotante,' consistente en los hombres en tierra de los barcos en el puerto."

## Richards' Hotel and Restaurant (1846–1859)
Entre los primeros residentes extranjeros de Shanghái estaba Peter Felix Richards, un comerciante escocés. Richards había estado haciendo negocios en China desde aproximadamente 1840; y en 1844 había establecido P.F. Richards & Co. (de Shanghái y Fuzhou). P.F. Richards operaba una tienda de artículos generales, un proveedor naval y un negocio de agente comisionado en la 4.ª Avenida (四马路) (ahora Fuzhou Road; 福州路). En 1846, Richards abrió uno de los primeros restaurantes occidentales en Shanghái y el primer hotel occidental en China. Estos estaban ubicados al sur del arroyo Yangkingpang (Yangjingbang).

### Peter Felix Richards (1846–1859)
El hotel era "un edificio simple y ordinario" construido en el estilo barroco, que inicialmente estaba dirigido a la clientela marinera que constituía la mayor parte de los viajeros a Shanghái en el siglo XIX. Un relato contemporáneo describe pasillos y pisos cuyos colores y diseños recordaban a los de los barcos. Casi un siglo después, John B. Powell relató erróneamente los orígenes del hotel: "El Hotel Astor House ... había crecido desde una pensión establecida originalmente por el capitán de algún clipper estadounidense temprano, que dejó su barco en Shanghái. Una serie de capitanes de mar siguieron al original como gerentes del hotel. La primera reunión pública del asentamiento británico se celebró en el recién inaugurado Hotel Richards el 22 de diciembre de 1846. En agosto de 1850 Richards anunció que se había establecido una sala de lectura para capitanes de barcos en su hotel. El 1 de marzo de 1856 su empresa pasó a llamarse "Richards & Co." y el 15 de mayo de 1856, mientras estaba en Nueva York por negocios, la empresa de Richards fue declarada insolvente por decreto del Tribunal Consular Británico en Shanghái, y todos sus activos (incluido el Hotel Richards) fueron asignados provisionalmente a sus acreedores, los británicos William Herbert Vacher y Charles Wills.

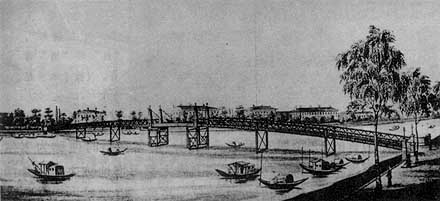
Puente de Wills

Según el historiador de Shanghái Peter Hibbard, la finalización del Puente de Wills permitió la expansión del asentamiento sobrepoblado. Wills, quien poseía la tierra en el lado norte del arroyo Suzhou, se benefició del aumento de los valores de las propiedades. Durante 1857, Wills arrendó un lote ligeramente mayor a 22 mu (15 metros cuadrados (17,9 yd²)) en una sección de marismas recuperadas en el Hongkew, al este de Broadway (ahora Daming Lu) en la ribera norte del Soochow Creek, adyacente al nuevo puente, y que daba al arroyo Suzhou cerca de su confluencia con el río Huangpu, "a un gran beneficio para la construcción del Astor House Hotel". En febrero de 1858, la tienda de Richards y el Richards Hotel and Restaurant se trasladaron al sitio arrendado de Charles Wills en la ribera norte del arroyo Suzhou. El nuevo hotel era un edificio de dos pisos al estilo de la India Oriental.

## El Astor House Hotel (1859–1959)

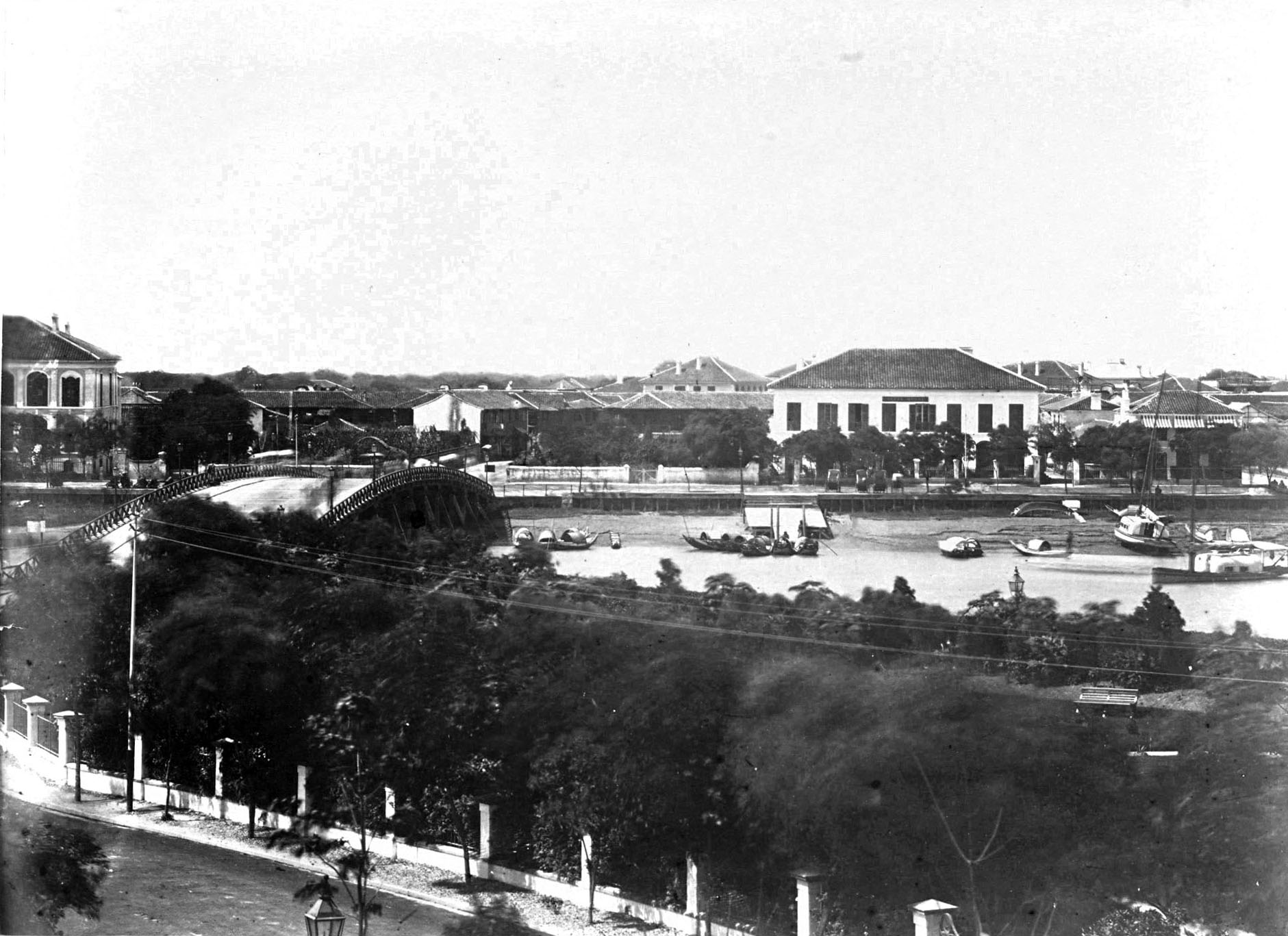
Puente del Jardín y Astor House

En febrero de 1858, la tienda de Richards y el Richards Hotel and Restaurant se trasladaron al sitio arrendado de Charles Wills en la ribera norte del arroyo Suzhou, cerca de su confluencia con el río Huangpu en el distrito de Hongkou de Shanghái. Para 1859, el hotel fue renombrado (en inglés) como el Astor House Hotel, manteniendo el nombre original en chino hasta 1959.
El Astor House Hotel fue vendido al inglés Henry W. Smith el 1 de enero de 1861; Richards y su esposa aún eran residentes del Astor House cuando su hija de siete años murió el 10 de febrero de 1861. Según una guía de 1862, en ese momento el edificio también albergaba un "fabricante de agua con gas" llamado F. Farr.
Para octubre de 1868, George Baker era el propietario del Astor House. Para agosto de 1873, había sido comprado por DeWitt Clinton Jansen.

### Ampliación (1876)
En 1876, el Astor House Hotel se amplió, con la adición de cincuenta nuevas habitaciones que a menudo se utilizaban para acomodar a familias recién llegadas que esperaban la finalización de sus propias residencias. Después de la expansión de 1876, el hotel consistía en "cuatro grandes edificios de ladrillo neorrenacentistas unidos por pasillos de piedra." El escritor de viajes estadounidense Thomas Wallace Knox (1835–1896) se hospedó allí en 1879, proporcionando una reseña positiva en su obra Boy Travellers in the Far East.
En enero de 1877 se anunciaron planes para construir un baño turco en la fachada de Seward Road como parte de la expansión del Astor House. En 1881, Jansen renovó su arrendamiento del Astor House Hotel con los fideicomisarios del Wills' Estate por un período de treinta años. En julio de 1882, el Astor House Hotel se convirtió en el primer edificio en China en ser iluminado por electricidad, y en 1883 fue el primer edificio en Shanghái en instalar agua corriente.
En 1882, el Astor House acogió el primer circo occidental en China. Para finales de 1887, el Astor House fue descrito por Simon Adler Stern como "el principal hotel estadounidense en Shanghái". El Astor House Hotel era "un hito del hombre blanco en el Lejano Oriente, como el Hotel Raffles en Singapur".

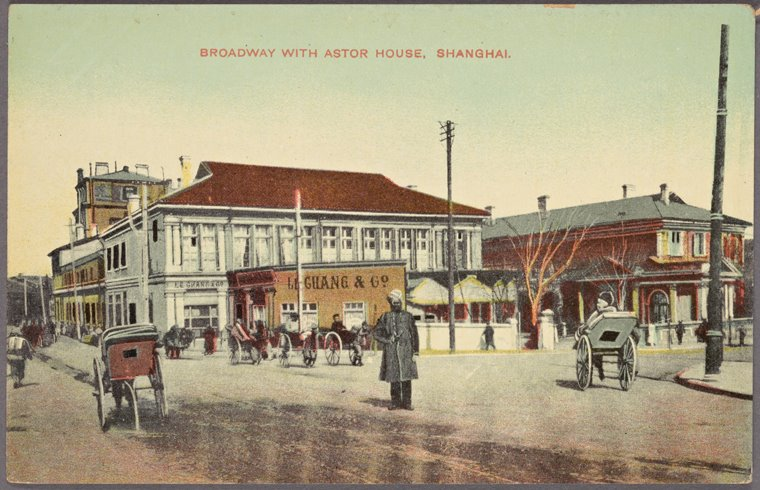
Tarjeta postal del Astor House Hotel, Shanghái, circa 1890

Durante 1889, la Compañía de Inversión en Tierras de Shanghái Limitada (SLIC), que se formó en diciembre de 1888, compró "la extensa propiedad conocida como la Propiedad Wills, que incluye el sitio del Hotel Astor House y posee una de las mejores ubicaciones comerciales en Hongkew" por 390 000 taels, aproximadamente 290 000 dólares estadounidenses. A finales de noviembre de 1889, Jansen acordó con la Compañía de Inversión en Tierras de Shanghái transferir el Hotel Astor House y su terreno a la propuesta Compañía de Hoteles de Shanghái (SHC). Para permitir la expansión del Astor House y la construcción de un nuevo hotel de cien habitaciones y un gran salón de asambleas, la SHC también compraría el terreno en la parte trasera del hotel, de modo que la propiedad se extendería desde Whangpoo (Huangpu) Road hasta Broadway, y desde Astor Road hasta Seward Road.
Para 1890, "Para los extranjeros, el Astor House era el centro de actividad social". Las renovaciones del Astor Hall se completaron a tiempo para el baile anual de San Andrés el miércoles 30 de noviembre de 1892. En 1894, el Astor House fue descrito como un "hotel de primera clase en todo lo que implican esas palabras" y fue incluido en Where to Stop.": A Guide to the Best Hotels of the World de Moses King.
Después de la muerte de su esposo, Ellen Jansen operó el Astor House. El Astor House permaneció bajo su control hasta el 1 de noviembre de 1900. Para 1896, el hotel era administrado por el canadiense Lewis M. Johnson, quien fue responsable de reservar las primeras películas que se proyectaron en Shanghái el sábado 22 de mayo de 1897 en Astor Hall. El 5 de noviembre de 1897, se celebró en el Astor House el primer prom de China, que conmemoró el 60.º cumpleaños de Cixi, la Emperatriz Dowager, poniendo fin así a la restricción social que impedía a las mujeres asistir a eventos sociales; Un viajero indicó en 1900: "el Hotel Astor-House en Shanghái, podría llamarse europeo con algunas características chinas. Por supuesto, teníamos chinos que nos atendían aquí".

### Era de Auguste Vernon (1901–1902)
En julio de 1901, Vernon privatizó la Compañía de Hoteles Astor House Ltd. con un capital de 450 000 dólares. Se emitieron 4500 acciones por 100 dólares cada una, que fueron suscritas en su totalidad, con Vernon o sus nominados tomando 4494 acciones, y las acciones restantes compradas por seis individuos diferentes. Las acciones pronto se cotizaban hasta en 300 dólares cada una. La Astor House Hotel Ltd. fue "incorporada bajo las Ordenanzas de Compañías de Hong Kong", con Vernon convirtiéndose en el director gerente.
Más tarde ese mes, en respuesta a la grave escasez de alojamiento en el creciente asentamiento internacional, Vernon logró convencer a la compañía de negociar una extensión del actual contrato de arrendamiento de nueve años del hotel y su propiedad con la Compañía de Inversión en Tierras por un período adicional de veintiún años, de toda la manzana, que incluía todas las tiendas chinas en la parte trasera del hotel, ampliando así significativamente sus terrenos, pero también aumentando sustancialmente la deuda de la compañía. Vernon tenía la intención de demoler las tiendas chinas para permitir la construcción de un nuevo ala de tres pisos con 250 habitaciones, aumentando así su capacidad a 300 habitaciones, con el piso inferior del ala nueva destinado a proporcionar alojamiento de primera clase para tiendas minoristas. Se emitieron obligaciones con un retorno del 6% en julio de 1901 para financiar la expansión del hotel, con la expectativa de que el mayor número de habitaciones generaría un superávit de ingresos para reembolsar rápidamente las obligaciones.
En 1902, después de menos de dos años de liderazgo, Vernon se retiró debido a problemas de salud y dejó debiendo a la compañía "una suma considerable de dinero". Para 1904, Vernon vivía en Tangku (Tanggu), y era propietario del barco de vapor George, que fue confiscado ese año frente a Liaotishan como un premio de guerra por el Imperio del Japón, después de transferir mercancías a Rusia durante la guerra ruso-japonesa. Posteriormente, Vernon fue gerente del Hotel de France y desde 1916 del Keihin Hotel en Kamakura, Japón.

### Louis Ladow (1903–1904)
Tal como Vernon había planeado, las tiendas chinas que ocupaban la propiedad recién arrendada en la parte trasera del hotel existente fueron demolidas. Sin embargo, la nueva sección norte del hotel contenía solo 120 habitaciones, menos de la mitad del número que Vernon había previsto. Un brote de cólera en la ciudad resultó en pocos huéspedes cuando se inauguró el ala norte en noviembre de 1903. Originalmente fue gestionado por "un excéntrico estadounidense" octaroon, Louis Ladow (fallecido en China el 20 de noviembre de 1928), quien había estado encarcelado en Folsom Prison, y posteriormente construyó el Grand Carleton Hotel en Shanghái en 1920. Bajo la supervisión de Ladow, sus cantineros servían "los mejores cócteles del Lejano Oriente", una reputación que mantuvo hasta la década de 1930.

### A. Haller (1904)
En 1904, el hotel fue considerado "por mucho, el mejor hotel de todo el Oriente, incluyendo Japón". En ese momento, el Sr. A. Haller era el gerente. Aproximadamente en esa época, los gerentes del hotel escribieron cartas "quejándose ante el Consejo Municipal de Shanghái, administrado por extranjeros, sobre los "nativos", "coolies" y "rickshaws" que hacían demasiado ruido para que los clientes lo soportaran".

### Capitán Frederick W. Davies (1906–1907)
Para julio de 1906, el oficial naval británico retirado, capitán Frederick W. Davies (nacido alrededor de 1850; fallecido el 16 de enero de 1935 en Shanghái), quien anteriormente había sido capitán de un barco en el servicio europeo de NYK, y gerente asociado del Grand Hotel en Yokohama, se había convertido en gerente del Astor House, y "un caballero más cordial y hospitalario nunca desempeñó las funciones de esa posición". Las tarifas de las habitaciones eran entre $7 y $10 por día (mexicanos). El hotel empleaba a 254 personas, con cada departamento del hotel "bajo supervisión especial europea". El anuncio de 1904 sobre la reconstrucción del Central Hotel (reabierto en 1909 como el Palace Hotel) como un hotel de lujo en el Bund, y la demolición del cercano Garden Bridge, y la construcción del actual puente de Waibaidu en 1907, que implicó la reasunción de parte de la propiedad del Astor House Hotel, obligaron a los propietarios del Astor House Hotel a comenzar extensas renovaciones.

### Walter Brauen (1907–1910)
Desde febrero de 1907, el gerente del hotel fue el ciudadano suizo Walter Brauen, un hábil lingüista que había sido reclutado de Europa.El hotel existente fue descrito como "el hotel principal de Shanghái...., pero tiene una apariencia modesta". La compañía decidió embarcarse en un hotel completamente nuevo, "acorde con el crecimiento y la importancia de Shanghái" y "mejor que cualquier otro en el Lejano Oriente". En 1908, antes de cualquier reconstrucción o renovación, el Astor House fue descrito en términos elogiosos:
Desde la entrada hasta la parte residencial principal de la casa se extiende una larga arcada de vidrio. A un lado de esta se encuentran las oficinas, donde los empleados y comisionados atenderán con prontitud y cortesía cada necesidad; al otro lado hay un salón lujosamente amueblado y, junto a este, las salas de lectura, de fumar y de dibujos. El comedor tiene capacidad para quinientas personas. Está iluminado con cientos de pequeñas lámparas eléctricas, cuyos rayos se reflejan en los grandes espejos dispuestos alrededor de las paredes, y cuando la cena está en progreso y la banda está tocando en la galería, la escena es brillante y animada. Hay unas doscientas habitaciones, cada una con un baño adyacente, todas las cuales miran hacia afuera, ya sea hacia la ciudad o hacia el río Huangpu. Se accede fácilmente a los distintos pisos en los que están situadas mediante ascensores eléctricos. El hotel... genera su propia electricidad y tiene su propia planta de refrigeración."
Los arquitectos e ingenieros civiles Davies & Thomas (establecidos en 1896 por Gilbert Davies y C.W. Thomas) fueron responsables de la reconstrucción de las tres alas principales del Astor House Hotel. El Astor House Hotel iba a ser restaurado a una estructura neoclásica barroca, devolviéndolo a ser "el mejor hotel del Lejano Oriente". La nueva adición (el Anexo) se basó en planos elaborados por "los principales arquitectos de Shanghái de la época", los arquitectos británicos e ingenieros civiles Brenan Atkinson y Arthur Dallas (nacido el 9 de enero de 1860 en Shanghái; fallecido el 6 de agosto de 1924 en Londres), establecidos como Atkinson & Dallas en 1898. Tras la muerte del arquitecto principal Brenan Atkinson en 1907, fue reemplazado por su hermano, G. B. Atkinson. La intención era reconstruir el hotel "con líneas modernas", utilizando hormigón armado como material principal de construcción. Los planes incluían: "el comedor, que da al arroyo Soochow, se ampliará a lo largo de toda la fachada del edificio. Se están construyendo jardines de invierno, las salas de escritura y de fumar, y el bar privado y la sala de billar se ampliarán y la cocina se colocará en el techo". También se construyó un nuevo muelle de hormigón armado de 1180 pies (359,7 m) de largo y 200 pies (61,0 m) de ancho.

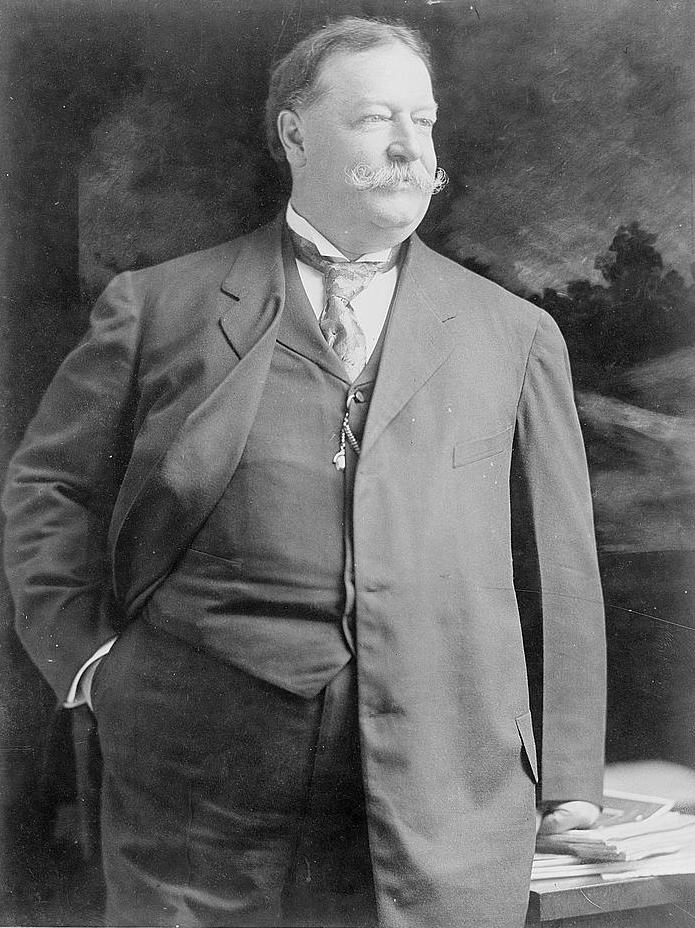
William Howard Taft

Antes de la nueva construcción, el futuro presidente de Estados Unidos, William Howard Taft, entonces Secretario de Guerra de Estados Unidos, y su esposa, Helen Herron Taft, fueron honrados en un banquete organizado por la American Association of China en el gran comedor del Astor House Hotel en Shanghái el 8 de octubre de 1907, con más de 280 asistentes; fue, en ese momento, "el evento más grande de este tipo jamás dado en China". Durante la cena, Taft pronunció un importante discurso sobre la relación entre Estados Unidos y China, apoyando la política exterior de Puerta Abierta previamente defendida por John Hay. El trabajo organizado de Escuela Dominical en China nació en Shanghái el 4 de mayo de 1907. "Este comienzo de la historia de la escuela dominical en China tuvo lugar en la habitación 128 del Astor House, Shanghái, ocupada en ese momento por el Sr. [Frank A.] Smith".
La apertura de una línea de tranvía en marzo de 1908 sobre el nuevo Garden Bridge a lo largo de Broadway (ahora Daming Lu) que pasaba por el Astor House Hotel por la Shanghai British Trolley Company, aumentó en gran medida tanto el acceso como el negocio. También en este período, las primeras películas occidentales exhibidas en China se mostraron en el Astor House Hotel. El 9 de junio de 1908, se mostró por primera vez en China una película con algo de sonido al aire libre en el jardín del hotel.
La construcción finalmente comenzó en noviembre de 1908 y estaba programada para completarse en julio de 1909. Sin embargo, los retrasos pospusieron la finalización hasta noviembre de 1910.
En septiembre de 1910, días después de la reunión anual de la Astor House Hotel Co., Brauen "se fugó con una gran parte de los fondos del hotel, solo tres meses antes de la apertura del hotel, seis meses después de lo programado, en enero de 1911". Un total de $957 fue malversado por Brauen. Se emitió una orden de arresto contra él por el Tribunal Mixto de Shanghái, pero Brauen ya había dejado Shanghái en un barco de vapor japonés. Brauen fue visto en Nagasaki el jueves 14 de septiembre de 1910, pero evadió la captura. En la reunión anual de la Astor Hotel Co. en septiembre de 1911, el Sr. F. Airscough, el presidente, informó que Brauen había sido "un gerente de hotel totalmente capaz" pero que había "dejado nuestro empleo en circunstancias muy lamentables".

### Reapertura (1911)
Con un costo de $360,000, la restauración se completó en diciembre de 1910, y el hotel reabrió oficialmente el 16 de enero de 1911. El hotel recientemente restaurado fue aclamado como "el más hermoso y moderno hotel de China".
Además, el hotel ahora contaba con un suministro de agua caliente las 24 horas, algunos de los primeros ascensores en China, y cada una de las 250 habitaciones para huéspedes tenía su propio teléfono, así como un baño adjunto. Una característica destacada de la reconstrucción fue la creación del Peacock Hall, "el primer salón de baile de la ciudad", "el salón de baile más espacioso de Shanghái". El recién restaurado Hotel Astor House era famoso por su vestíbulo, cenas especiales y bailes. Según Peter Hibbard, "[A] pesar de su bravura arquitectónica y grandiosidad decorativa, los años formativos tanto del Palace como del Astor House Hotels estuvieron ensombrecidos por una incapacidad para atender los gustos cambiantes de la sociedad de Shanghái y sus visitantes". En 1911, John H. Russell, Jr. le dijo a su hija, la futura Brooke Astor, que el hotel ofrecía "el mejor servicio del mundo", y que en respuesta a su pregunta sobre "un hombre vestido con una falda blanca y una chaqueta azul al lado de cada segunda puerta", fue informado por Russell: "Son los 'boys'... Cuando quieras tu desayuno o tu té, solo abre la puerta y díselo".

### William Logan Gerrard (1910–1915)

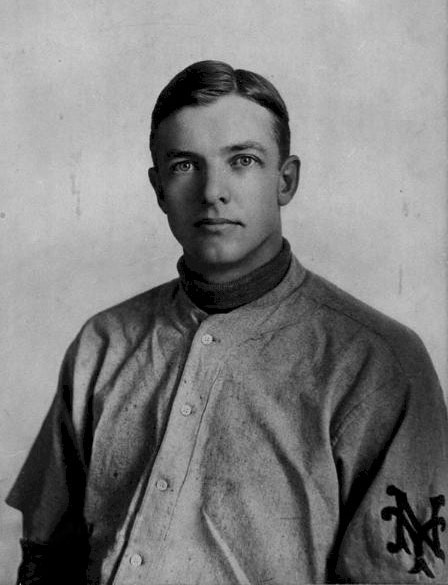
Christy Mathewson

En octubre de 1910, el escocés William Logan Gerrard, quien había sido residente de Shanghái durante mucho tiempo, fue nombrado nuevo gerente, pero una enfermedad grave lo obligó a ingresar al hospital durante varias semanas, antes de ser enviado temporalmente a casa por razones de salud. Poco después de su salida del hospital, Gerrard se casó con Gertrude Heard el martes 19 de julio de 1911 en la Iglesia Católica Romana de San José en la Concesión Francesa. Esa noche, partieron en su luna de miel a los EE. UU. y Escocia, y regresaron a Shanghái a principios de 1912. El secretario del hotel, el Sr. Whitlow, fue nombrado gerente interino, pero pronto fue reemplazado por el Sr. Olsen.

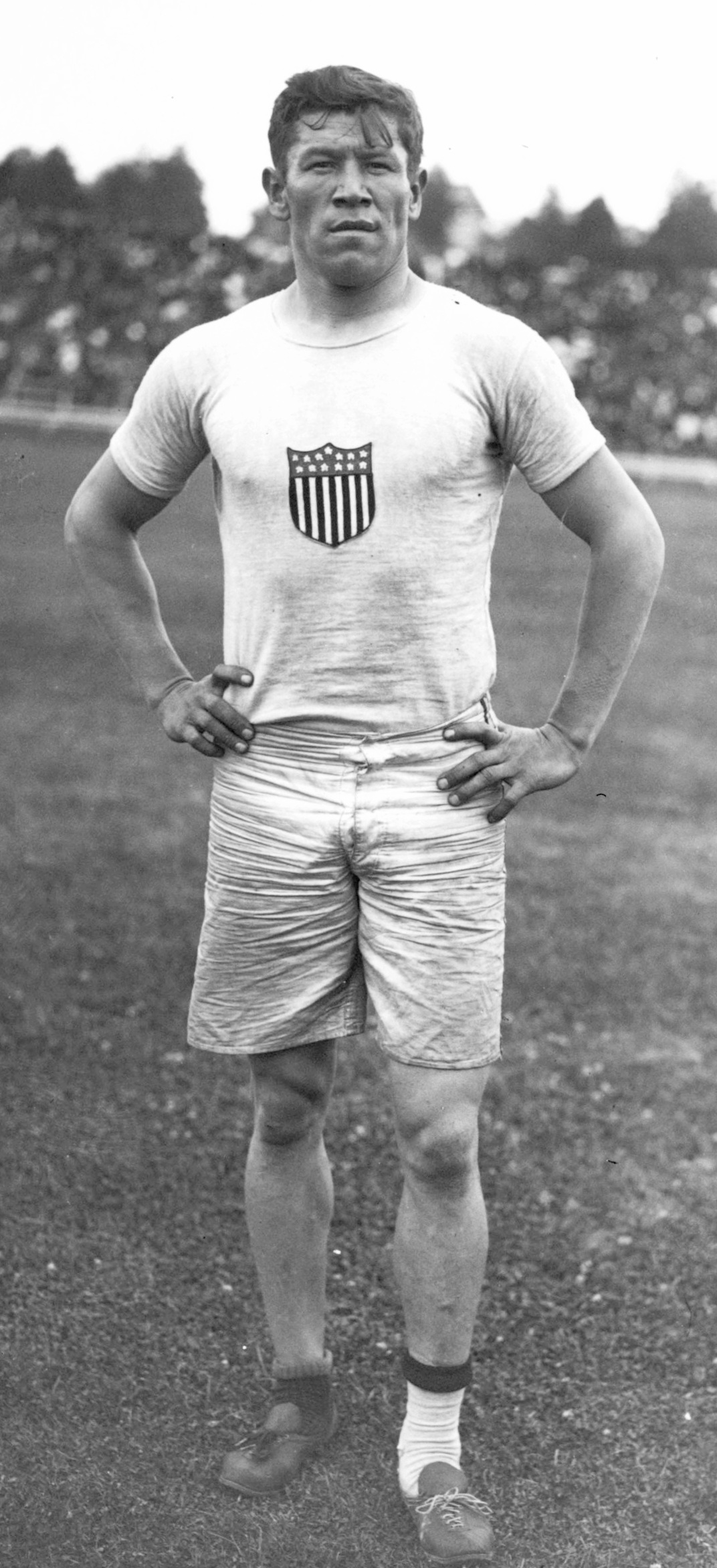
Jim Thorpe en los Juegos Olímpicos de 1912

El 3 de noviembre de 1911, durante la Revolución Xinhai que llevaría al colapso de la dinastía Qing en febrero de 1912, comenzó una rebelión armada en Shanghái, que resultó en la captura de la ciudad el 8 de noviembre de 1911 y el establecimiento del Gobierno Militar de Shanghái de la República de China, que fue formalmente declarado el 1 de enero de 1912. Los negocios continuaron en el Hotel Astor House, donde las habitaciones estaban disponibles desde $6 hasta $10 por noche. Sin embargo, los efectos de la Revolución y la larga ausencia de Gerrard resultaron en una pérdida operativa de $60,000 durante tres meses. El 30 de junio de 1912, una "crisis grave" enfrentó a los accionistas de la Compañía del Hotel Astor House. Aunque los elogios por las renovaciones eran casi universales, éstas afectaron gravemente las finanzas del hotel. El banco del hotel se negó a emitir los fondos necesarios para pagar intereses a los tenedores de debenture, lo que obligó a una reunión extraordinaria con los fideicomisarios de los tenedores de notas. El interés finalmente se pagó después de hipotecar el Astor Garden (B.C. Lot 1744), la propiedad del malecón entre Whangpoo Road y Suchow Creek, por 25 000 taels (US$33 333,33).
El 11 de diciembre de 1913, el Hotel Astor House organizó un banquete para los New York Giants de John McGraw y los Chicago White Stockings de Charles Comiskey, equipos de béisbol que incluían a Christy Mathewson y al olímpico Jim Thorpe, quienes estaban de gira mundial jugando juegos de exhibición. Esta gira transnacional fue liderada por Albert Goodwill Spalding, propietario de los White Stockings, "la figura más influyente del béisbol profesional". En ese momento, "Ningún hotel en Shanghái, y pocos en el mundo, superaban al Hotel Astor House. Un imponente y majestuoso edificio de piedra con ventanas arqueadas y balcones, el hotel tenía seis pisos de altura y se extendía sobre tres acres de tierra cerca del corazón de la ciudad. El 29 de diciembre de 1913 se proyectó la primera película sonora en China en el hotel. En ese momento, todavía había restricciones para que los chinos ingresaran al Hotel Astor House.
En la reunión anual de la Compañía del Hotel Astor House celebrada en el hotel en octubre de 1913, los directores revelaron planes para aumentar las ganancias mediante otra reconstrucción, que incluía la construcción de un nuevo teatro con capacidad para 1200 personas para reemplazar Astor Hall, que solo podía albergar a 300; suites de lujo adicionales; y también un jardín de invierno.

Mary Hall, quien se hospedó en el Astor House en abril de 1914, describió su experiencia: 
El Astor House, que desde la última vez que estuve aquí, hace diecisiete años, había crecido tanto que no se podía reconocer....Entré en el amplio salón social flanqueado de puestos de cigarros, dulces, perfumes y otros....[D]entro del hotel era fácil imaginarse en Londres o Nueva York. La idea se disipa pronto cuando te encuentras siguiendo a un hombre vestido con zapatillas de baño y una camisa hasta los pies, cuyo blanco es aliviado por una larga coleta negra que le cuelga por la espalda. Se inclina y sonríe mientras abre una puerta y te muestra tu habitación, que es luminosa y aireada, con un baño adjunto. El comedor era una escena magnífica por la noche...La sala es larga, y los colores predominantes son el beige y el blanco: en el centro hay muy elegantes pilares chinos incrustados en los que, durante los meses calurosos, funcionan ventiladores eléctricos. Los camareros, por supuesto, son todos chinos y llevan largas túnicas azules hasta los pies. Sirven de una manera lenta y deliberada, pero para un extraño se comportan con la precisión de autómatas. El menú era variado, y era posible elegir desde la más común hasta las comidas más exóticas. 
En 1915, el Diario del Norte de China (North-China Daily News) reportó que "La oficina de correos de Pekín informa que en 1914, 1 207 583 cartas y tarjetas postales, 22 755 impresos, 5768 paquetes de correspondencia y 20 532 paquetes de periódicos y revistas, 80 891 muestras, y 1238 paquetes de periódicos en idiomas extranjeros fueron despachados de Pekín".
Durante 1914, los Jardines Astor, la parte de los terrenos del hotel en la parte delantera conocida como "la orilla" que se extendía hasta el arroyo Suzhou, fueron vendidos para permitir la construcción del consulado del Imperio de Rusia inmediatamente frente al Hotel. Para octubre de 1914, la situación financiera del Hotel había mejorado lo suficiente como para permitir que los accionistas aprobaran los planes de renovación, que incluían la demolición del antiguo comedor y cocina para crear ocho tiendas que pudieran ser arrendadas, así como habitaciones de primera clase y pequeños apartamentos; la construcción de un nuevo comedor en el centro del hotel; la reubicación de la cocina en el último piso para permitir la conversión en habitaciones para solteros; y la conversión de parte del bar y sala de billar en un salón de parrillas.
A pesar de las renovaciones, persistieron las dificultades financieras que llevaron a que los fideicomisarios de los tenedores de bonos ejecutaran la hipoteca del Hotel en agosto de 1915. En septiembre de 1915, los fideicomisarios vendieron la Astor House Hotel Company Limited y toda su propiedad y activos, incluidos más de 10 mow de terreno, a Central Stores Limited, propietarios del Palace Hotel, por 705 000 taeles. Con el cambio de propiedad, los servicios de Gerrard ya no fueron necesarios.

## Central Stores Ltd. (1915–1917) y The Shanghai Hotels Limited (1917–1923)

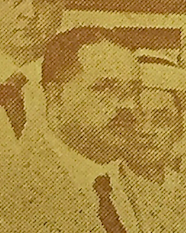
Edward Isaac Ezra

Central Stores Ltd. (renombrada The Shanghai Hotels Limited en 1917) estaba en un 80% en manos de Edward Isaac Ezra (nacido el 3 de enero de 1882 en Shanghai y fallecido el 16 de diciembre de 1921 en la misma ciudad), el director general de Shanghai Hotels Ltd., el mayor accionista y su principal financiador. En una ocasión, Ezra fue considerado "uno de los extranjeros más ricos de Shanghai". Según un informe, acumuló una vasta fortuna estimada entre veinte y treinta millones de dólares, principalmente a través de la importación de opio y de inversiones y gestión exitosa en bienes raíces en la Shanghai de principios del siglo XX. La familia Kadoorie, judíos sefardíes iraquíes originarios de India, que también poseía el Palace Hotel en el número 19 de The Bund, en la esquina con Nanjing Road, tenía una participación minoritaria en el Astor House Hotel.

### Capitán Harry Morton (1915–1920)

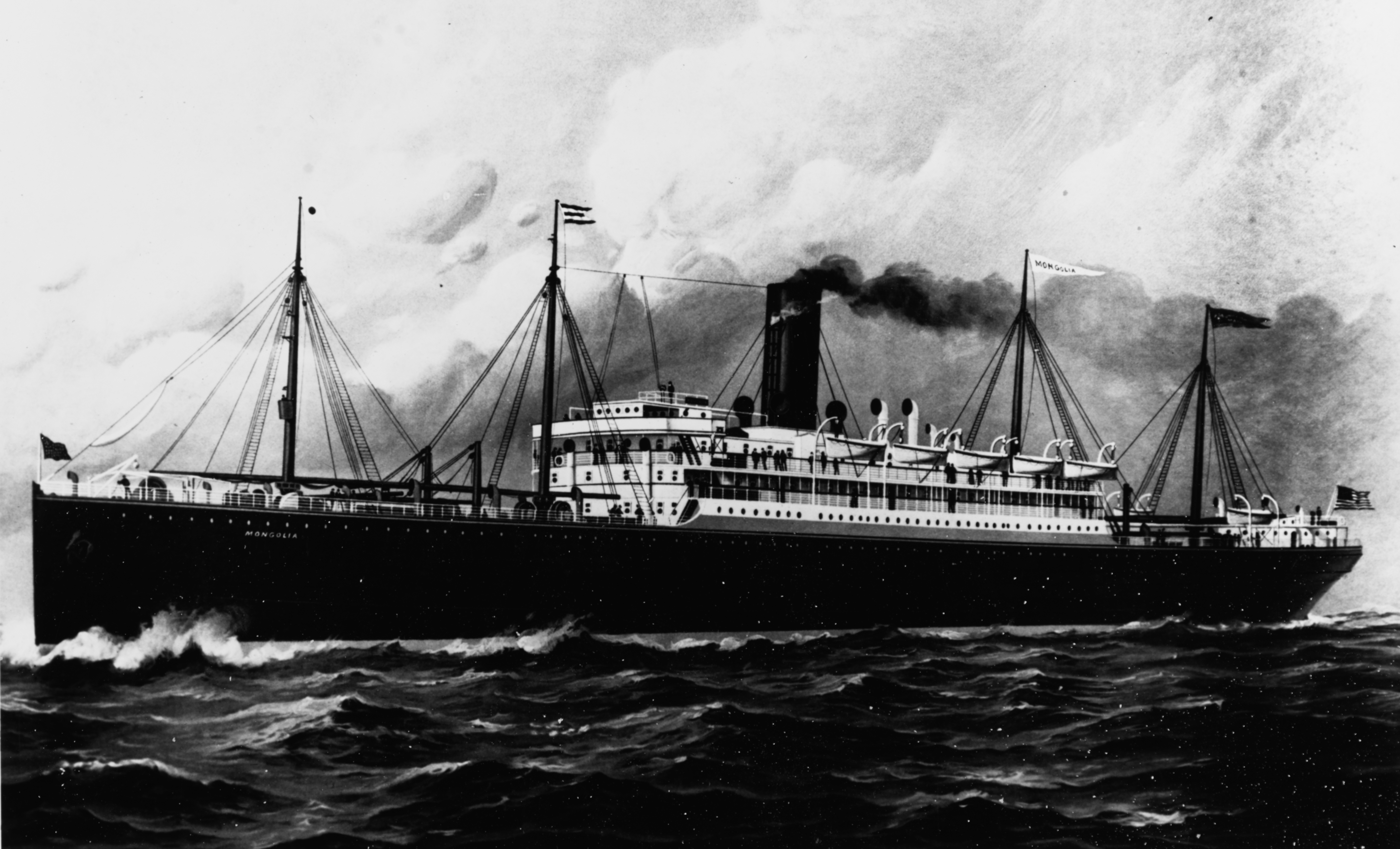
SS Mongolia, anteriormente capitaneado por S.E. Morton

A pesar de la oposición de algunos accionistas, en marzo de 1915, el Capitán Henry "Harry" Elrington Morton (nacido el 12 de mayo de 1869 en Clonmel, Irlanda y fallecido el 2 de octubre de 1923 en Manila), un "firme británico" que se había convertido en ciudadano estadounidense, y que había comenzado a navegar a los 14 años, fue nombrado director general. Morton, anteriormente miembro de la Royal Navy y masón del Royal Arch, había estado viniendo a Shanghai durante veinte años. Su nombramiento incluyó la responsabilidad de la gestión de los tres hoteles de Central Stores en Shanghai, incluido el Astor House, con un salario de $900 al mes, más alojamiento y comida. Morton era descrito como "un capitán de barco retirado que gestionó el hotel como si fuera un barco; el hotel tenía pasillos decorados con portholes y paisajes marinos en trompe-l'œil, y las habitaciones estaban decoradas como camarotes; incluso había una sección de 'steerage' con literas en lugar de camas a tarifas más económicas."
El periodista estadounidense John B. Powell, quien llegó a Shanghai en 1917 para trabajar para Thomas Franklin Fairfax Millard, el fundador de lo que más tarde se convirtió en The China Weekly Review, describió su nuevo alojamiento en el Astor House Hotel: "el Astor House en Shanghai consistía en viejas residencias de ladrillo de tres y cuatro pisos que se extendían alrededor de los cuatro lados de una manzana de la ciudad y estaban unidas por largos pasillos. En el centro del complejo había un patio donde una orquesta tocaba por las noches. Prácticamente todos se vestían para cenar, que nunca se servía antes de las ocho en punto. Según Powell, "Dado que la mayoría de los gerentes del Astor House habían sido capitanes de barco, el hotel había adoptado muchas de las características de un barco." Mientras que en ese momento el Hotel cobraba alrededor de $10 al día en pesos mexicanos por el alojamiento, "una habitación en la "steerage" ... [costaba] $125 al mes, incluyendo comidas y té de la tarde. Eso equivalía a aproximadamente $60 en moneda estadounidense." Según Powell,
la sección "steerage" ... consistía en habitaciones individuales y pequeñas suites en la parte trasera del hotel. La sección se parecía a un club estadounidense, porque prácticamente todas las habitaciones y suites estaban ocupadas por jóvenes estadounidenses que habían venido a unirse al consulado, la oficina del agregado comercial o a empresas cuyo desarrollo estaba en rápida expansión. Los arreglos sanitarios dejaban mucho que desear. No había fontanería moderna. La bañera consistía en una gran olla de barro de aproximadamente cuatro pies de altura y cuatro pies de diámetro.... El sirviente chino asignado a mí solía traer una cantidad aparentemente interminable de cubos de agua caliente para llenar la bañera por la mañana.
En 1915, poco después de tomar el control del Astor House Hotel, Ezra decidió añadir un nuevo salón de baile. El nuevo salón de baile, diseñado por Lafuente & Wooten, fue inaugurado en noviembre de 1917.
En julio de 1917, el asistente de gerente era el Sr. Goodrich. Alrededor del final de la Primera Guerra Mundial, el Sixty Club, un grupo de sesenta hombres de la ciudad (una mezcla de actores y socialités), y sus acompañantes se reunían en el Astor House cada sábado por la noche. Shanghai era considerada el "Paraiso de los Aventureros", y el "ornamentado pero anticuado vestíbulo" del Astor House se consideraba su centro. El vestíbulo estaba amueblado con sillas de caoba pesadas y mesas de café. Para 1918, el vestíbulo del Astor House, "esa galería de susurros de Shanghai", era "donde se realizaba la mayor parte de los negocios" en Shanghai. Después de que China firmara el Acuerdo de Embargo de Armas Internacional de 1919, "aparecieron en el vestíbulo del Astor House traficantes de armas alemanes, estadounidenses, británicos, franceses, italianos y suizos con aspecto siniestro... para mostrar grandes catálogos de sus mercancías ante los ojos ansiosos de los compradores." En 1920, el vestíbulo "con su atmósfera convivial, presenta al visitante un oasis bienvenido, donde se congregan viajeros de lugares lejanos para charlar amablemente." Otro registró: "La efervescencia en el Astor es más picante que en otros lugares. Todos los últimos escándalos de la ciudad son una historia antigua en sus vestíbulos casi antes de que ocurran." Powell agregó: "En un momento u otro se veía a la mayoría de los residentes prominentes del puerto en cenas o en el vestíbulo del Astor House. Un antiguo residente de Shanghai una vez me dijo: 'Si te sientas en el vestíbulo del Astor House y mantienes los ojos abiertos, verás a todos los estafadores que frecuentan la costa china.'" Según Ron Gluckman, "El opio era común, dice una mujer que vivió en Shanghai antes de la Segunda Guerra Mundial. 'Era simplemente lo que se tenía, después de la cena, como postre.' El opio y la heroína estaban disponibles a través del servicio de habitaciones en algunos de los viejos hoteles como el Cathay y el Astor, que ofrecían drogas, chicas, chicos, lo que quisieras."
En 1919, Zhou Xiang (周祥), "un botones del Astor House, recompensado por recuperar la billetera de un huésped ruso con su contenido, gastó un tercio en un coche. Ese coche se convirtió en el primer taxi de Shanghai, y originó la flota Johnson, ahora conocida como taxi Qiangsheng", que es "ahora clasificada en el número dos por el número de taxis en la ciudad, detrás de Dazhong. El gobierno de Shanghai tomó el control de Qiangsheng después de que los comunistas ganaran la guerra civil china en 1949".
A pesar de una ganancia anual de $596,437 en el año anterior, en abril de 1920, Morton se vio obligado a renunciar como gerente de Shanghai Hotels Companies, Ltd, debido a una nueva Orden en Consejo británica que restringía la gestión de empresas británicas a ciudadanos británicos. Morton posteriormente dejó Shanghai en mayo de 1920 a bordo del vapor Ecuador.

### Walter Sharp Bardarson (1920–1923)
Morton fue reemplazado por el canadiense Walter Sharp Bardarson (nacido el 20 de septiembre de 1877 en Roikoyerg, Islandia; murió el 17 de octubre de 1944 en Alameda, California). quien se convirtió en ciudadano estadounidense después de renunciar al Astor House Hotel en junio de 1923. Una guía de viajes de 1920 resumió las características del Astor House: "Astor House Hotel 250 habitaciones todas con baños adjuntos, el salón de baile más espacioso de Shanghai, conocido por su vestíbulo, cenas especiales y bailes. Los banquetes son una característica especial, y se emplea a un chef francés. Salón de peluquería y beauty parlor modernos. Bajo estricta supervisión extranjera."
Bajo el liderazgo de Edward Ezra, el Astor House Hotel obtuvo una ganancia considerable. Ezra, tenía la intención de construir "el hotel más grande y mejor en el Extremo Oriente, un hotel de 14 pisos con 650 enormes habitaciones de lujo, incluyendo un comedor de 1,500 asientos y dos comedores", en Bubbling Well Road. Trágicamente, Ezra murió el jueves 16 de diciembre de 1921. En 1922, Sir Ellis Kadoorie, uno de los miembros prominentes de la junta de la Hong Kong Hotel Company, murió a la edad de 57 años, lo que truncó sus planes de expansión.
El 12 de mayo de 1922, el interés controlador del 80% de Ezra en The Shanghai Hotels Limited fue adquirido por 2.5 millones de pesos mexicanos por Hongkong Hotels Limited, "la empresa hotelera más antigua de Asia", que ya poseía el  Hotel, así como los hoteles Peak, Repulse Bay y Peninsular en Kowloon; Messrs. William Powells Ltd., una gran tienda departamental en Hong Kong; el Hong Kong Steam Laundry; y tres grandes aparcamientos garajes en Hong Kong.

## Hong Kong & Shanghai Hotels, Limited (1923–1954)

### James Harper Taggart
El 12 de mayo de 1922, el 80% de la participación controladora de Ezra en The Shanghai Hotels Limited fue adquirido por Hongkong Hotels Limited por 2.5 millones de dólares mexicanos, "la compañía hotelera más antigua de Asia", que ya poseía el Hongkong Hotel, así como los hoteles Peak, Repulse Bay y Península en Kowloon; Messrs. William Powells Ltd., una gran tienda por departamentos en Hong Kong; la lavandería a vapor de Hong Kong; y tres grandes estacionamientos en Hong Kong. Shanghai Hotels Limited, que era administrado por el Sr. E. Burrows, poseía el Astor House Hotel, Kalee Hotel, Palace y Majestic Hotels en Shanghái y aproximadamente el 60% de The Grand Hotel des Wagons-Lits en Pekín; la China Press; y China Motors Ltd., que poseía estacionamientos. El arquitecto de la adquisición fue James Harper Taggart (nacido en 1885 en Castlemaine, Victoria, Australia), director gerente de Hongkong Hotels Limited, quien era de "orígenes de las Tierras Bajas Escocesas, evidentemente de ascendencia muy humilde", y estaba casado con "una millonaria beneficiaria americana", fue descrito como "dinámico", y como "diminuto y de mente aguda".y que había sido el anterior gerente del Hong Kong Hotel. Inicialmente tanto Burrows como Taggart eran directores gerentes conjuntos de la nueva entidad. En octubre de 1923, Taggart ayudó a gestionar la fusión de Shanghai Hotels Limited y la Hongkong Hotel Company, para crear Hong Kong & Shanghai Hotels, Limited, con él mismo como director gerente.

A pesar de haber indicado en mayo de 1922 que el nuevo "super hotel" planeado por Ezra y Kadoorie para ser construido en Bubbling Well Road procederá, posteriormente Taggart decidió cancelar el proyecto, optando en su lugar por crear "nuevos puntos de encuentro y centros de entretenimiento para los círculos sociales y de negocios de Shanghái." Taggart "desempeñó un papel principal en la revolución del negocio hotelero moderno en Shanghái al introducir conceptos novedosos, como bailes con cena y salas de grill al estilo europeo." Después de la primera transmisión radial en China el 26 de enero de 1922, el Astor House Hotel fue uno de los primeros en instalar un receptor para escuchar la transmisión inaugural, ubicándolo en el Grill room. Otra innovación fue The Yellow Lantern, una tienda exótica y exclusiva de curiosidades, ubicada fuera de la tienda del vestíbulo, operada por Jack y Hetty Mason, donde se ofrecían a la venta tesoros orientales raros, incluidos bordados. A principios de la década de 1920, el Astor House Hotel se había convertido en "una institución internacional en fama y reputación." El Rotary Club de Shanghái (Club 545), que se formó en julio de 1919, comenzó a reunirse a las 12.30 p. m. cada jueves en el Astor House Hotel para tiffins en 1921, y nuevamente durante cinco años a partir de 1926. La Bolsa de Valores de Shanghái estuvo ubicada en el Astor House Hotel desde 1920 hasta 1949. Según Peter Hibbard,
Los felices años veinte vieron a Shanghái entrar en un período de frenético crecimiento, solo aplacado a fines de la década de 1930, con el antiguo tejido de la ciudad siendo desgarrado en una voraz carrera hacia la modernización. La ciudad estaba reclamando su lugar como una gran ciudad internacional, con un moderno skyline y modales a juego. Aparte de su población extranjera en rápido crecimiento con sus cada vez mayores demandas de entretenimiento sofisticado, el número de visitantes extranjeros comenzó a aumentar a principios de la década de 1920. El primero de una larga serie de cruceros alrededor del mundo comenzó a llegar a la ciudad en 1921 y para principios de la década de 1930, Shanghái estaba acogiendo alrededor de 40,000 trotamundos cada año.

### Renovaciones (1923)
El influjo de refugiados rusos del Movimiento Blanco de Vladivostok después de la caída del Gobierno Provisional de Priamurye en Siberia en octubre de 1922 al final de la guerra civil rusa, creó una significativa comunidad de rusos de Shanghái. Negados de los beneficios de extraterritorialidad, y con pocos otros recursos, hubo una proliferación de esclavitud blanca, burdeles y prostitución callejera, y nuevos lugares nocturnos en Bubbling Well Road y la Calle Yan'an también redujo la clientela en los bailes de té más tranquilos en el Astor House: 
"Para los extranjeros, los mejores cabarets ofrecían una alternativa bienvenida a la vida en los clubes y los sofocantes bailes de té en el Astor House Hotel ... alrededor de los cuales la vida social de la colonia extranjera había girado anteriormente."
La orquesta inicial del Astor House, compuesta por ocho miembros, estaba dirigida por "Whitey" Smith. Más tarde, la Orquesta residente del Astor House fue dirigida por Alex Bershadsky, un émigré blanco ruso, mientras que la orquesta de Ben Williams, la primera orquesta estadounidense en viajar a Shanghái, también actuó en el Astor House.

### Jacques Kiass (1924–1928)

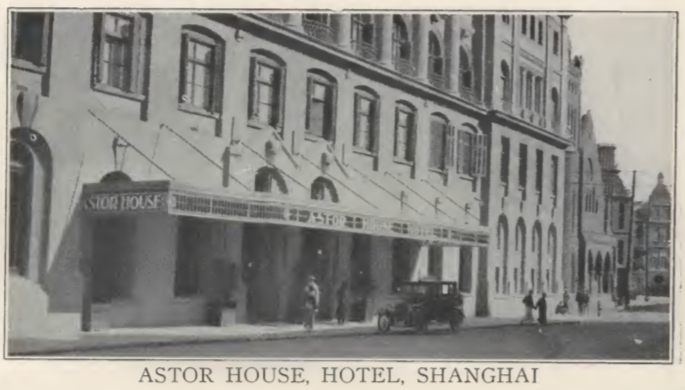
Astor House Hotel, Shanghai, en 1925

Para abril de 1924, el gerente era Jacques Kiass. En 1924, los aviadores estadounidenses que realizaron la primera circunnavegación aérea del mundo indicaron: "Al entrar en el vestíbulo, si no fuera por los asistentes chinos, habríamos pensado que estábamos en un hotel en Nueva York, París o Londres." Durante la Primera Guerra Jiangsu-Zhejiang, el conflicto entre los ejércitos del General Sun Chuanfang, señor de la guerra de Fujian, y el rival señor de la guerra General Lu Yongxiang de Zhejiang, un incendio nocturno causó daños en el Astor House Hotel el 17 de octubre de 1924, y obligó a la evacuación de huéspedes y cientos de sirvientes chinos. Isabel Peake Duke recordó haber estado en un baile de té en el Astor durante un terremoto en 1926, durante el cual "las paredes del hotel estaban visiblemente temblando y oscilando". En ese momento, los bailes de té se celebraban a diario (excepto los domingos) entre las 17:00 y las 19:00. Duke indica que por el precio de un dólar mexicano (alrededor de 35 centavos estadounidenses), la Orquesta Paul Whiteman tocaba las melodías románticas de la época, y se incluían bocadillos, crema y pasteles. Su única queja era la falta de aire acondicionado, lo que requería ventiladores de techo y fuentes de agua para mantener frescos a los bailarines durante los meses de verano. Según Frederic E. Wakeman, "El baile de té fue uno de los primeros eventos culturales en reunir a las élites chinas y occidentales de Shanghái. La alta sociedad se reunió inicialmente en el Astor." En un momento dado, no se permitía la entrada de visitantes chinos en el vestíbulo o el ascensor. Sin embargo, para entonces, "jóvenes chinos elegantemente vestidos, la jeunesse dorte de Shanghái, disfrutaban del baile de té en el Astor House." Estos bailes de té vespertinos en el Majestic Hotel y el Astor House se convirtieron en "los primeros lugares donde la sociedad 'polite' extranjera y china se encontraban. En ambos lugares, se servía más whiskey que té. Estos 'tés' se prolongaban hasta tarde en la noche, con invitados borrachos que ocasionalmente caían en la magnífica fuente que ocupaba el centro del salón de baile en forma de trébol." Elise McCormick indicó en 1928, "Los bailes de té en el Astor House anteriormente solo se celebraban una vez a la semana. Más tarde, la demanda hizo que se introdujeran dos veces a la semana y pronto se celebraron todos los días excepto los sábados y domingos, con una cena baile en el salón prácticamente cada noche."
El 21 de marzo de 1927, durante una batalla entre las fuerzas del Kuomintang y las fuerzas comunistas durante la guerra civil china, el Astor House Hotel fue alcanzado por balas. En 1927, el Astor House Hotel en Shanghái fue incluido en Historic Hotels of the World de Robert Ludy, donde se indicó que "el Astor House Hotel...ha sido el principal hotel durante más de cincuenta años." Ludy además indica que el Hotel era uno de los tres hoteles en Shanghái donde se alojaban todos los visitantes extranjeros importantes a Shanghái, y que "no solo es posible disfrutar de las comodidades modernas en estos hoteles chinos, sino que están tan bien equipados como los encontrados en América o Europa." En 1929, los oficiales del Royal Army Medical Corps quedaron impresionados con el estándar de alojamiento: "Las habitaciones en el Astor House Hotel son muy cómodas, calefacción central, baño adjunto, agua caliente y fría ad lib. Los cargos del hotel eran de $12 al día, alrededor de 25 chelines, incluyendo comida y todo, pero hay que tomar las comidas en el gran comedor."

## H.O. Wasser (1928)
Para noviembre de 1928, el gerente era H.O. "Henry" Wasser. Otro empleado valioso era el Sr. Kammerling, un judío ruso (nacido en Turquía) que se convirtió en Recepcionista: "Con un asombroso talento para los idiomas y la oportunidad de trabajar con personas de muchas culturas, el Sr. H. Kammerling eventualmente aprendió a conversar con fluidez y sin errores en alemán, inglés, francés, chino, hebreo, japonés y uno o dos idiomas adicionales, además de su ruso y turco nativos." Para 1930, Kammerling era uno de los gerentes del Hotel.

### Declive del prestigio (1930–1932)
A pesar de las renovaciones de 1923, para 1930 el Astor House Hotel ya no era el hotel preeminente en Shanghái. La finalización del Cathay Hotel en 1929 "lanzó una dolorosa sombra sobre el anticuado Astor House." Según Gifford, "El centro de la actividad social se trasladó en la década de 1930 del Astor House a la vuelta de la esquina, al Cathay. Su jazz estaba aún más animado, sus habitaciones eran aún más Art Deco a-go-go." En 1912, cuando se construyó el Consulado Americano en Huangpu Road, y justo después de la reapertura del Astor House tras extensas renovaciones, el área de Hongkou se consideraba "una ubicación muy deseable". Sin embargo, para 1932, el área se había deteriorado, en parte debido a la proliferación de negocios y residentes japoneses, con muchos chinos rehusando cruzar al distrito de Hongkou. En abril de 1932, The China Weekly Review indicó que el Hotel "de manera incidental había descendido a un establecimiento de segunda clase debido a la construcción de hoteles más nuevos y modernos al sur del [Suzhou] creek." Además, la revista Fortune al describir el Cathay Hotel destacó el problema para el Astor House: "Sus salones de baile con aire acondicionado han vaciado todos los salones de baile antiguos de la ciudad. Y la comodidad de sus habitaciones en la torre ha hecho que los gerentes del viejo Astor House y del Palace Hotel frunzan el ceño." Aunque el Astor House era menos costoso que el Cathay Hotel, también carecía de aire acondicionado. El historiador estadounidense William Reynolds Braisted recordando su regreso a Shanghái en 1932, después de una década de ausencia, comentó:
El Palace Hotel y el Astor House ahora estaban muy por debajo de tres hoteles construidos por un adinerado judío de Bagdad, Sir Victor Sassoon: el magnífico Cathay Hotel en el Bund, el Metropole en el centro y los Cathay Mansions al otro lado de la calle del Cercle Français en la Concesión Francesa.
James Lafayette Hutchison, al regresar al Astor House en la década de 1930 después de varios años de ausencia en los Estados Unidos, no notó cambios: "Caminé por el puente y me registré en el viejo Astor House Hotel... El mismo vestíbulo sombrío y cavernoso con los mismos chicos vestidos de blanco apoyados contra los altos pilares, el mismo laberinto de pasillos que conducen a una habitación escasamente amueblada." Además, describió al Astor House como "una estructura de madera verde descolorida y caverna-like, con habitaciones altas que olían a humedad y moho". Según el periodista canadiense Gordon Sinclair, para 1931 el Club de la Prensa de Shanghái utilizaba el Astor como su lugar de reunión regular, y los chinos en el extranjero frecuentemente se alojaban allí.

### Incidente del 28 de enero (1932)
En respuesta al incidente de Mukden y al posterior ataque de cinco monje budistas japoneses en Shanghái por civiles chinos el 18 de enero de 1932, y a pesar de las ofertas de compensación por parte del gobierno municipal de Shanghái, las fuerzas japonesas atacaron Shanghái en el Incidente del 28 de enero. Se produjo una buena cantidad de combates cerca del Astor House Hotel. Informes al Departamento de Estado de los Estados Unidos indicaron: "Los proyectiles chinos cayeron una vez más en las inmediaciones del área del muelle de Hongkew. Los proyectiles fueron claramente escuchados pasando entre el Consulado Británico y el Astor House." El 30 de enero de 1932, durante la invasión japonesa de Shanghái, un reportero de The New York Times informó sobre el impacto del Incidente de Shanghái en el Astor House Hotel:
A las 11:30 de esta mañana, los japoneses comenzaron inexplicablemente a disparar ametralladoras a lo largo de Broadway, pasando por el Astor House Hotel... Las calles estaban llenas de masas de chinos asustados y sin hogar, algunos de ellos sentados cansadamente sobre fardos de bienes domésticos. Inmediatamente se produjo un pánico salvaje... Las mujeres chinas con los pies vendados y con bebés en brazos intentaban correr hacia la seguridad mientras sus rostros se llenaban de lágrimas.
El 30 de enero de 1932, los japoneses "efectuaron la ocupación y la toma militar de prácticamente todas las partes del Asentamiento Internacional al este y río abajo del Suzhou Creek, área que incluye la oficina de correos, el Astor House Hotel, los edificios de los consulados japonés, alemán y ruso, y los principales muelles y muelles de la ciudad." Los combates y el bombardeo en las inmediaciones del Astor House Hotel "resultaron en consternación entre los huéspedes", pero la llegada de cuatro buques de guerra estadounidenses el 1 de febrero de 1932 alivió parcialmente sus preocupaciones. El 25 de febrero de 1932, el Cónsul General de Estados Unidos Cunningham ordenó a todos los estadounidenses que se alojaban en el Astor House evacuar debido a los temores de la artillería de las fuerzas chinas que contraatacaban. Sin embargo, a pesar de que "muchos proyectiles chinos" cayeron en las inmediaciones del Astor House esa noche, los huéspedes estadounidenses inicialmente se negaron a evacuar el Hotel, pero para el 30 de abril "muchos huéspedes se mudaron del Astor House hotel", junto con la mayoría de los residentes no japoneses del distrito de Hongkou.

### Arresto de Ken Wang (1932)
El 27 de febrero de 1932, marineros japoneses persiguieron al general chino Brigadier General Ken Wang (Wang Keng o Wang Kang) (nacido en 1895), quien recientemente se había graduado de West Point, a quien creían espía, en el vestíbulo del Astor House Hotel y lo arrestaron, en violación del derecho internacional que operaba en el Asentamiento Internacional, sin explicación ni disculpas, y se negaron a entregarlo a la policía del Asentamiento Internacional. Tras una huelga de empleados del Astor House, y un susto causado por un "huésped festivo" que lanzó una botella vacía desde una de las ventanas del hotel a medianoche, Wang fue finalmente liberado pero detenido por el gobierno de Nankín, el cual se vio forzado a negar tres semanas después que Wang había sido ejecutado por traición.

### Aspectos destacados (1932–1937)
Para 1934, los "bailecitos de té y conciertos clásicos del Astor House Hotel [eran] populares... durante la temporada de invierno." En 1934, las tarifas del Astor House eran, en dólares mexicanos (aproximadamente 1/3 de un dólar americano): "individual, $12; doble, $20; suite para dos, $30." Uno de los visitantes más interesantes del Astor House Hotel fue el Sr. Mills, un gibbon, que acompañó a la periodista americana Emily Hahn, la ocasional amante de Sir Victor Sassoon, desde 1935 hasta su partida a Hong Kong en 1941. En 1936, la artista americana Bertha Boynton Lum (1869–1954) estaba entusiasmada con su descripción del Astor House Hotel: "Las habitaciones son enormes, los techos increíblemente altos y los baños lo suficientemente grandes como para ahogarse en ellos." Charles H. Baker, Jr., en su libro de viajes de 1939 The Gentleman's Companion, describe la bebida que le hizo perder muchos barcos de vapor como "una cierta mezcla de cognac y absinthe conocida como The Astor House Special, nativa de Shanghai". Según Baker, los ingredientes para el Astor House Special son: "1½ oz cognac, 1 cucharadita de Marrasquino, 2 cucharaditas clara de huevo, ¾ oz Pernod, ½ cucharadita de jugo de limón y club soda", sin embargo, "la receta original pide Absinthe en lugar de Pernod."

### Segunda guerra sino-japonesa (1937–1945)

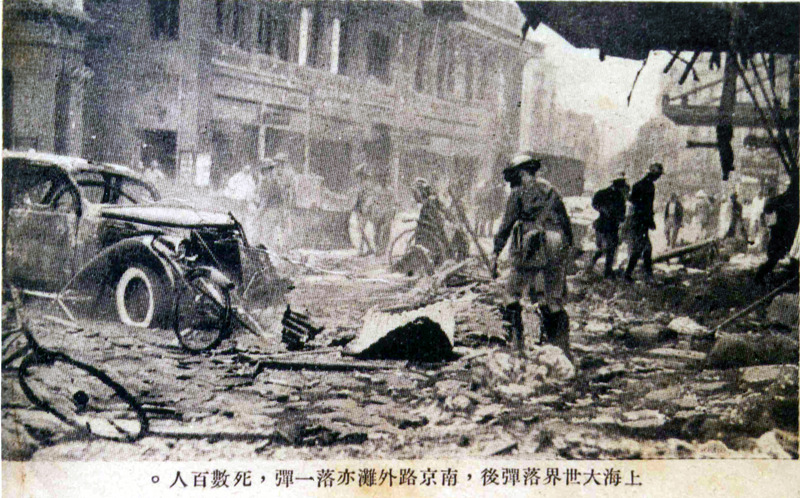
Bombardeo frente al Hotel Palace 14 de agosto de 1937

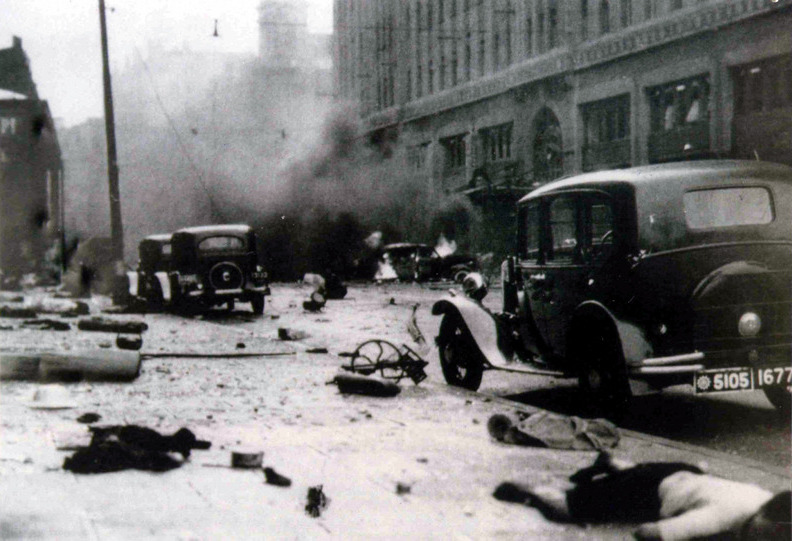
Efectos de la bomba lanzada cerca del Hotel Cathay el 14 de agosto de 1937

El hotel sufrió daños durante la batalla de Shanghai cuando los japoneses invadieron Shanghai en agosto de 1937 al inicio de la segunda guerra sino-japonesa. Después de que se instalaran ametralladoras japonesas fuera del hotel y las tropas japonesas registraran el Astor House en busca de un fotógrafo estadounidense, los estadounidenses residentes allí evacuaron el 14 de agosto, siendo uno de ellos, el Dr. Robert K. Reischauer, posteriormente asesinado ese mismo día en el vestíbulo del Cathay Hotel por una bomba lanzada desde un avión de guerra chino. Posteriormente, las tropas japonesas tomaron el Astor House Hotel, pero el 18 de agosto, la administración del hotel recuperó el Astor House. En los días siguientes, unos 18 000 a 20 000 europeos, estadounidenses y japoneses evacuaron a Hong Kong, Manila y Japón, incluidos Lawrence y Horace Kadoorie, quienes huyeron a Hong Kong. El hotel sufrió daños nuevamente el 14 de octubre de 1937 por bombas lanzadas por aviones del gobierno chino y proyectiles de artillería naval japonesa. El 4 de noviembre de 1937, un bote torpedero chino lanzó un torpedo en un intento de hundir el crucero japonés Izumo, que estaba "amarrado en el muelle de Nippon Yusen Kaisha cerca del Consulado General japonés, justo al este de la desembocadura del Soochow Creek", cerca del Garden Bridge, lo que hizo que explotara fuera del Astor House rompiendo varias ventanas. La corresponsal extranjera estadounidense Irene Corbally Kuhn, una de las escritoras de la película de 1932, The Mask of Fu Manchu, y luego reportera de The China Press, describió el hotel como "la posada más famosa de la costa china, redundante como el Astor House Hotel," y también el daño infligido durante la invasión japonesa de 1937: "desde la calle, las tablas estaban puestas sobre las fachadas de las tiendas." El 23 de noviembre de 1937, se informó que "Los japoneses en la actualidad tienen el Astor House Hotel lleno de lo que llaman traidores chinos".
El vacío creado cuando los propietarios británicos del Astor House Hotel huyeron a Hong Kong en septiembre de 1937 permitió que las fuerzas de ocupación japonesas asumieran el control del hotel hasta la rendición del Imperio de Japón el 2 de septiembre de 1945. El Astor House Hotel fue ocupado por la YMCA japonesa durante dos años, hasta 1939. Posteriormente, los japoneses arrendaron el hotel por un período de tres años a otra parte, con "un retorno razonable" remitido a los propietarios ausentes. El 6 de noviembre de 1938, cuatrocientos miembros de la diáspora rusa blanca en Shanghai se reunieron en el Astor House Hotel (al otro lado de la carretera del embajador soviético) para discutir la formación de una alianza anti-comunismo con las Potencias del Eje: Japón, Italia y Alemania contra la Unión Soviética.
En julio de 1940, la revista Time informó que, en respuesta a las emisiones antijaponesas no aprobadas tres veces al día en la radio XMHA (600 kHz AM) de "un robusto, despeinado, de lengua dura, de 39 años", el hotel había sido sellado y su propietario "encerrado por la fuerza por los funcionarios de la seguridad japonesa" hasta que el gobierno Provisional del Estado de China Central revocara el permiso de transmisión.
En julio de 1940, la revista Time informó que, en respuesta a las transmisiones antijaponesas no aprobadas que se emitían tres veces al día en la estación de radio XMHA (600 kHz AM) por el periodista estadounidense veterano Carroll Duard Alcott (1901–1965), "Los japoneses amargados comenzaron a operar un transmisor independiente desde el Astor House Hotel de Shanghái, que hacía un ruido terrible cada vez que Alcott comenzaba a transmitir. Alcott lo mencionó. Los japoneses lo negaron. Alcott dio el número de la habitación del hotel donde estaba instalado. Finalmente, los japoneses entregaron su transmisor a algunos nazis de Shanghái." La interferencia continuó por parte de los japoneses desde el último piso del Astor House. Alcott, quien había usado un chaleco antibalas, tenía dos guardiánes y llevaba un .45 automático después de recibir amenazas por parte de las autoridades japonesas, fue ordenado a abandonar China por el gobierno patrocinado por los japoneses de Wang Ching-wei en julio de 1940, se negó a cesar sus transmisiones, pero finalmente abandonó Shanghái el 14 de septiembre de 1941 a bordo del President Harrison, después de cuatro años de transmisiones.
Durante la ocupación japonesa, el Astor House también se utilizó para albergar a destacados nacionales británicos (y posteriormente estadounidenses) capturados por los japoneses, más tarde el Astor House Hotel fue utilizado como sede general japonesa, antes de ser arrendado como hotel durante la duración de la guerra. A finales de junio de 1944, los japoneses celebraron "una ceremonia elaborada en el Astor House Hotel en la que se transfirieron los títulos de seis servicios públicos en Shanghái, incluyendo electricidad, gas, agua, teléfono, telégrafo y servicio de tranvías al Gobierno de Nankín."

## Era Postguerra (1945–1959)
Durante la Segunda Guerra Mundial y la ocupación japonesa, "el Astor House cayó en declive, y su elegancia pronto no fue más que un recuerdo casi inimaginable." Hibbard indica que "el hotel se vio muy afectado por la guerra y las extensas facturas de renovación fueron aplazadas tras su requisición por el Ejército de los EE.UU.", en septiembre de 1945. Los Hong Kong and Shanghai Hotels Ltd (HKSH) arrendaron el hotel al Ejército de EE. UU. hasta junio de 1946. Según Horst Eisfelder, un refugiado alemán judío de Alemania nazi, el almuerzo en el Astor House durante la ocupación del ejército estadounidense era un verdadero placer: "Por solo 5 centavos estadounidenses teníamos panqueques recién preparados y una botella de Coca Cola fría, que también costaba cinco centavos".
Para 1946, el refugiado ruso blanco Len Tarasov se había convertido en el gerente del Astor House Hotel, pero fue despedido cuando un empresario chino arrendó el Hotel a los Hong Kong and Shanghai Hotels Ltd (HKSH) en 1947. Su dirección se listaba como 2 Ta Ming Road, Shanghái. La administración china subdividió el primer piso para crear 23 habitaciones, reconstruyó las tiendas en el nivel de la calle, abrió un café y reabrió el bar. El hotel estaba "lleno de miembros de organizaciones involucradas en la reconstrucción de China después de la guerra, incluyendo la United Nations Relief and Rehabilitation Association". El 27 de mayo de 1949, el Ejército Popular de Liberación marchó hacia Shanghái, y el 1 de octubre de 1949 se proclamó la República Popular China, forzando a Generalísimo Chiang Kai-shek a huir. Según algunos relatos, Chiang tuvo su última cena en el continente chino en el Astor House el 10 de diciembre de 1949, antes de volar al exilio en la isla de Taiwán. Para 1950, el acuerdo entre los Hong Kong and Shanghai Hotels Ltd y la empresa china expiró. Mientras que el HKSH quería reanudar la gestión del hotel, la empresa china era reacia a ceder el control. Las tensiones diplomáticas entre el nuevo gobierno chino y el Reino Unido complicaron aún más la disputa.
La fortuna del Astor House cayó en un espiral de declive, y sus botones uniformados, habitaciones elegantemente decoradas y restaurante francés con jardín de palmas pronto fueron solo un recuerdo distante y casi inimaginable."
El 19 de abril de 1954, el Hotel fue confiscado y el control del hotel pasó a la Oficina de Tierras y Viviendas del gobierno popular de Shanghái. El 25 de junio de 1958, el hotel fue incorporado a la oficina administrativa de negocios de Shanghái. Antes de la reapertura del hotel como Pujiang Hotel en 1959, "el edificio había sido utilizado por una empresa de comercio de té y textiles como oficinas y dormitorios, así como por la Marina China."

## Pujiang Hotel (1959–2018)
El 27 de mayo de 1959, el nombre fue cambiado de Astor House Hotel a Pujiang Hotel (浦江饭店), y al hotel se le permitió recibir tanto a extranjeros como a chinos en el extranjero. Durante la Revolución Cultural (1966–1976), el hotel declinó sustancialmente, con el comedor en el último piso cambiado más allá de todo reconocimiento. En 1988, el Pujiang Hotel fue incorporado a otra entidad controlada por el gobierno, el Shanghai Hengshan Mountain Group (上海衡山集团).
Durante este período, el hotel se convirtió en el primer hotel en China en ofrecer camas en albergues.
A finales de la década de 1980, la reputación del hotel declinó, y funcionó parcialmente como un lugar de encuentro para mochileros. A finales de 1992, el entonces Pujiang Hotel fue descrito negativamente. El Hotel "se convirtió en el destino principal de la ciudad para viajeros independientes que buscaban alojamiento en dormitorios." Una guía de 1983 describió el hotel como "ligeramente deteriorado", mientras que una guía de 1986 advirtió: "A pesar de su ubicación excepcional cerca del Bund, ... el Pujiang solo se recomienda para viajeros bien preparados para 'aguantar'". Pamela Yatsko, quien se alojó en el Pujiang Hotel en 1986, lo describió como "un relicto arquitectónico occidental deteriorado que atendía a mochileros ahorradores como yo, fundido sin esfuerzo en este horizonte sombrío, haciéndolo apenas distinguible a distancia.... En cuanto a las habitaciones espaciosas del Astor House Hotel, el hotel renombrado me alquiló una cama en una que se había convertido en una dormitorio que probablemente albergaba 30 camas.... El recepcionista me cobró el equivalente a US$8 por noche por la cama."
En 1988, el Pujiang Hotel fue incorporado a otra entidad controlada por el gobierno, el Shanghai Hengshan Mountain Group (上海衡山集).
En ese momento, una evaluación indicó: "Hoy el Pujiang está deteriorado y puede ponerse frío y húmedo en invierno; de lo contrario, es agradable." A finales de 1989, el Pujiang era "el lugar de encuentro oficial de mochileros de Shanghái", con al menos ocho dormitorios que albergaban a veinte personas cada uno. El alojamiento en "las austeras pero baratas habitaciones de dormitorio", era económico. En 1989, una cama en los dormitorios costaba 17 renminbi, incluyendo el desayuno, mientras que cuatro años después solo había aumentado a 20 renminbi por noche, mientras que una habitación privada costaba 80.
En 1998, el Pujiang se convirtió en el primer miembro de Shanghái de la International Youth Hostel Federation. Para 1998, "sus 80 [habitaciones] privadas costaban entre $40 y $60" por noche. Antes de su restauración, el Pujiang Hotel parecía haber alcanzado su nadir, siendo descrito como "un favorito barato y algo mugriento de los mochileros" y "un refugio para jóvenes viajeros con presupuesto ajustado. Solo el salón de baile aún muestra signos de vida." Un huésped extranjero de 1999 elaboró: "Mi habitación resultó estar ubicada en un piso muy alto en los dioses que debió haber sido el antiguo cuarto de los sirvientes. El ascensor y la gran escalera terminaban en el quinto piso por debajo y desde allí ascendías por un conjunto de escaleras oscuras y empinadas hasta el ático. Imaginé a los fantasmas de las cansadas sirvientas subiendo estas escaleras tarde en la noche.... Los tablones de madera pulida crujían y temblaban cuando alguien caminaba, o retumbaba, por el pasillo junto a mi puerta.... Una desventaja de vivir en el ático era que el baño que tenía que usar estaba tres pisos abajo en el tercer piso. El baño, en un anexo al costado del edificio, era una sala cuadrada y triste cubierta de baldosas blancas y con agujeros de drenaje en el suelo que lo hacían parecer una cámara de gas. El suelo se inclinaba a unos 4 pulgadas (10,2 cm) como si el anexo se deslizara por la pared exterior. Se sentía como si aún estuviera en el barco. Tubos antiguos corrían por las paredes hasta dos grifos antiguos que lanzaban un chorro sólido de agua que, sin la refinación de una ducha, te golpeaba desde una tubería superior. Un reportero local indicó: "Situado en un rincón discreto cerca del Bund, el Pujiang Hotel, anteriormente el Astor House Hotel, parece haber perdido su antigua gloria. El edificio bajo ha sido erosionado y se ha vuelto anticuado en color, sumergido entre la eminente arquitectura del Bund. Pocos miembros de la generación más joven de la ciudad son siquiera conscientes de que el hotel existe, y mucho menos que se considera el padre de los hoteles de lujo de la ciudad."

### Renovaciones (2002–2008)
Según Mark O'Neill, en 1995 el Hotel enfrentó la destrucción, ya que "gran parte del mobiliario y la decoración interior fueron destruidos o robados durante la Revolución Cultural, mientras que los insectos habían comido una gran parte de la madera. Algunas partes propusieron demolerlo y construir un hotel moderno de cinco estrellas en el sitio. Hengshan estableció un comité de académicos y expertos que concluyó que el hotel debía ser salvado." Una vez que Wu Huaixiang (en chino simplificado, 吴怀祥), presidente del estatal Hengshan Group, descubrió su importancia histórica, convenció al Grupo para que conservara el edificio y lo restaurara gradualmente a su antigua gloria. Wu explicó la razón detrás de la renovación en lugar de la demolición: "Si el hotel se demuele durante mi mandato, seré juzgado como un criminal en la historia. Podríamos construir un hotel moderno en cualquier lugar, pero el Astor House está solo en un lugar." La Shanghai Zhuzong Group Architectural and Interior Design Co. Ltd., que también había renovado el cercano Broadway Mansions, fue elegida para llevar a cabo el trabajo de renovación. En 2002 se completó la primera fase de la renovación, que costó unos 7 millones de renminbi para renovar las 35 habitaciones vip. A pesar de algunas renovaciones iniciales en 2002, era evidente para un reportero británico en 2004 que el Astor House requería cambios adicionales: "Ahora, algo caído en desgracia, tenía que conformarse conmigo y otros viajeros con presupuesto ajustado. Dentro, la atmósfera de decadencia pasada persistía. Los "peluqueros" al final del pasillo parecían un poco demasiado interesados en promover su "masaje especial en la habitación". La solicitud de un corte de cabello los dejó totalmente desconcertados, lo que podría haber explicado el loco peinado de Einstein en el retrato en el vestíbulo." Por esta época, el Hotel fue nuevamente renombrado como Astor House Hotel en inglés, mientras que continuaba siendo el Pujiang Hotel (浦江饭店) en chino.
En noviembre de 2003, Wu Huaixiang indicó que el Hengshan Group estaba buscando un inversor extranjero para pagar parte de los 100 millones de yuanes (12,5 millones de dólares estadounidenses) necesarios para "renovar y gestionar la propiedad y convertirla en el Raffles de Shanghái." Wu indicó: "Nuestro objetivo es convertirlo en un hotel clásico de cinco estrellas, como el Raffles en Singapur. Queremos que el inversor pague una tarifa de arrendamiento y proporcione parte del dinero para la renovación. Eso podemos negociar." El Hong Kong and Shanghai Hotels Group, que había poseído el Astor House hasta su confiscación en 1952, no estaba interesado en recomprar el Astor House, ya que tenía planes para construir un Peninsular Hotel en el cercano sitio del antiguo Consulado Británico.
Durante las renovaciones se realizaron varios descubrimientos significativos en 2004: "Siete tablones de madera de mármol blanco de un siglo de antigüedad, con tallados de la Esfinge egipcia, fueron encontrados recientemente en una sala de almacenamiento del hotel que había estado sellada durante décadas. La sala de almacenamiento en el Shanghai Astor House Hotel también contenía varios otros utensilios de un siglo de antigüedad, incluyendo una lámpara de huracán americana, un amperímetro inglés, cuatro aspas de un ventilador eléctrico americano y 37 candelabros de mármol blanco". Según Li Hao, un gerente del Hotel, "Los antigüedades serán primero valorados, luego reparados, y finalmente colocados en sus lugares originales o exhibidos al público. ... Los trasladaremos a donde estaban, dándoles una oportunidad para funcionar nuevamente como antes." Jasper Becker informó más tarde en 2004, poco después de la renovación más reciente: "Las paredes revestidas de roble y las columnas de mármol iónicas del vestíbulo del Hotel Astor le confieren una grandeza que la guerra y la revolución no han alterado desde que Bertrand Russell y Bernard Shaw sucumbieron a la espléndida decadencia de Shanghái."

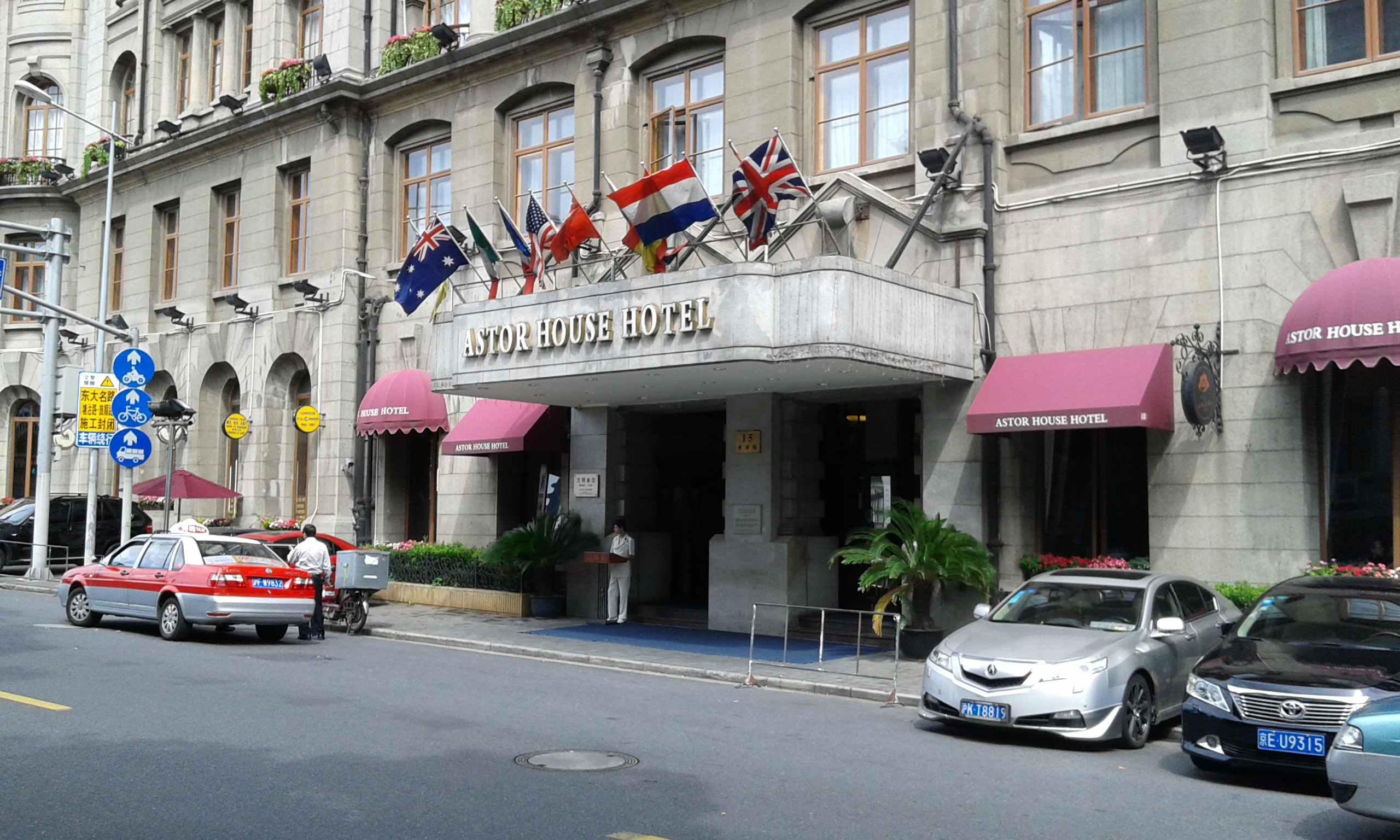
Astor House Hotel, Shanghai, en 2014

En febrero de 2006, el Consejo Municipal de Shanghái anunció planes para una renovación significativa en el área que rodea el Astor House Hotel. Según un artículo de Mark O'Neill, "Cuando los visitantes adinerados lleguen a Shanghái en 2009 y quieran alojarse en un hotel de época en el Bund, podrán elegir entre dos propiedades de la familia Kadoorie. Una será el nuevo Peninsula Hotel que se completará ese año y la otra será el Pujiang, ahora estatal pero que perteneció a los Kadoorie antes de 1949 y está siendo renovado en el estilo de principios del siglo XX. Las propiedades son parte de un ambicioso proyecto multimillonario para transformar el Bund de una calle de edificios comerciales en ruinas en una Ginza o Quinta Avenida china, con hoteles de lujo, restaurantes, tiendas de marcas y apartamentos caros. El gobierno de la ciudad quiere completar la transformación antes de la Exposición Mundial en 2010, cuando mostrará al mundo lo que ha logrado en los 20 años desde que comenzó su resurgimiento en 1990, después de la decadencia y negligencia durante las primeras cuatro décadas del régimen comunista."
En mayo de 2006, el Hotel fue descrito: "Desde el exterior, el hotel se parece a Harrods; por dentro es un vestíbulo con suelo de mármol iluminado tenuemente por una enorme lámpara de araña. El aire de grandeza pasada se realza por el hecho de que los huéspedes anteriores incluyeron a Einstein y Charlie Chaplin. Esos chicos pueden o no haber recibido un servicio más amigable que el que nosotros recibimos, pero el tamaño de la habitación y la decoración compensaron más que eso." La guía de viajes Frommer's describió el renovado Astor House Hotel: "El patio interior cerrado de ladrillo en el tercer piso ahora conduce a habitaciones que han sido renovadas y despojadas para acentuar los aspectos originales del edificio (techos altos, molduras talladas y pisos de madera). Las camas son firmes y cómodas, los baños grandes y limpios, e incluso hay pequeños detalles como teléfonos antiguos de disco."

### Museo de Valores de China (2018-presente)
El hotel cerró el 1 de enero de 2018, después de ser comprado por un negocio local no revelado. Fue convertido en el Museo de Valores de China, que abrió en diciembre de 2018.
La Bolsa de Valores de Shanghái abrió en el hotel en 1920 y permaneció allí hasta 1949 cuando cerró. Reabrió en el mismo lugar en 1990, utilizando el salón de baile del ala oeste del hotel hasta que la bolsa se trasladó a Pudong en 1998; funcionaba en el ala oeste, mientras "el ala este del edificio aún funcionaba como un hotel estatal." El objetivo principal de la Bolsa era "vender valores estatales, pero también se listaron algunas otras acciones (que ya se comercializaban de manera menos formal). La "sala de transacciones" estaba equipada con computadoras modernas, varias docenas de pequeñas salas para negociaciones y transmisión electrónica de precios "a 47 centros de transacciones alrededor de la ciudad." Inicialmente, solo se listaron ocho acciones y 22 bonos.